# Европейски път E46
Европейски път Е46 е европейски автомобилен маршрут от категория А, свързващ градовете Шербур ан Котантен (Франция) и Лиеж (Белгия). Дължината на маршрута е 753 km.

## Маршрут
Маршрутът на Е46 преминава през две европейски страни:
- Франция: Шербур ан Котантен – Кан – Руан – Реймс – Шарлевил-Мезиер —
- Белгия: Марш – Лиеж

Е46 се пресича със следните маршрути:
| - E03 - Е401 - E402 - E50 | - E17 - Е420 - E44 - E25 | - E40 - E42 - E313 |

## Галерия
- Е46 край Бурж Ахар
- Е46 между Марш и Лиеж, Белгия